# Les Mées (rivière)
Pour les articles homonymes, voir Les Mées.
Les Mées est un petit cours d’eau de France se situant à l’est de Blois, dans le Loir-et-Cher (Centre-Val de Loire).
Cette rivière prend sa source dans la commune de Menars, et parcourt 4,23 km avant de rejoindre la Loire, au niveau du parc des Mées, à La Chaussée-Saint-Victor.

## Histoire
La rivière des Mées s’écoulait originellement le long du bas du coteau nord du val de la Loire, jusqu’à l’actuelle rue Foulerie et se jetait dans l’Arrou, à Blois. Une levée la sépare du fleuve depuis 1857, soit un an après la pire crue connue dans le Blésois depuis la Révolution française. Néanmoins, dans le cadre de la construction du pont Charles-de-Gaulle et de la « quatre voies » au début des années 1970, qui nécessitaient l’établissement d’une rampe entre le haut de la vallée et le pont, le ruisseau a dû être dévié pour rejoindre plus directement la Loire,.

## Toponymie
Au milieu du XIXe siècle, les blésois Louis-Catherine Bergevin et Alexandre Dupré mentionnent le ruisseau de Mâcé, du nom du hameau ouest de Saint-Denis-sur-Loire (au contraire du lieu-dit des Mées qui se trouve à l'est).